# Baeserta
Baesert(a) ist der Name einer gallischen Gottheit aus den Pyrenäen. Er wurde ein einziges Mal vorgefunden, und zwar auf einer Inschrift in Huos im Département Haute-Garonne. Die Inschrift trägt den Text:
BAESERTE DEO HARBELLE HARSPI F.V.S.L.M.